# 서산해미도서관
서산해미도서관은 충청남도 서산시 해미면 소재의 도서관이다.

## 연혁
- 1992. 11. 17 서산해미도서관 설립 인가
- 1993. 02. 07 서산해미도서관 개관(해미면 반양리 431-1번지)
- 2000. 03. 01 서산지역 평생학습관 지정
- 2002. 03. 01 멀티미디어 자료실 개실
- 2003. 12. 16 평생교육 우수기관 표창
- 2004. 12. 29 교육행정서비스 실천 우수기관 표창
- 2009. 12. 03 장애인대상 국가상호대차서비스 우수기관 표창
- 2019. 03. 01 충청남도서산교육지원청해미도서관으로 명칭 변경

## 시설현황
- 2층: 행정실, 평생학습실, 자율학습실, 관장실
- 1층: 종합자료실, 유아열람실, 북카페